# Two-Faced (album Tankard)
Two-Faced – szósty album studyjny niemieckiego zespołu thrash metalowego Tankard. Wydawnictwo ukazało się w marcu 1994 roku nakładem wytwórni muzycznej Noise Records. Nagrania zostały zarejestrowane w Musiclab Studio w Berlinie między październikiem a grudniem 1993 roku. To ostatni album z udziałem perkusisty Arnulfa Tunna i oryginalnego gitarzysty Axela Katzmanna, który z powodu silnej postaci zapalenia stawów opuścił zespół. Album został dwukrotnie wznowiony w 2005 i 2011 roku.

## Lista utworów
Opracowano na podstawie materiału źródłowego.
1. "Death Penalty" – 5:03
2. "R.T.V." – 4:33
3. "Betrayed" – 3:33
4. "Nation over Nation" – 4:11
5. "Days of the Gun" – 5:32
6. "Cities in Flames" – 4:17
7. "Up from Zero" – 5:48
8. "Two-Faced" – 4:59
9. "Ich brauch' meinen Suff (Strassenjungs cover)" – 2:54
10. "Cyberworld" – 4:51
11. "Mainhattan" – 4:24
12. "Jimmy B. Bad" – 2:47

## Twórcy
Opracowano na podstawie materiału źródłowego.

- Andreas Geremia – śpiew
- Frank Thorwarth – gitara basowa
- Axel Katzmann – gitara
- Andy Boulgaropoulos – gitara
- Arnulf Tunn – perkusja
- Harris Johns - inżynieria dźwięku, produkcja, miksowanie, śpiew (gościnnie)
- Sebastian Krüger - okładka albumu
- Karl-U. Walterbach - produkcja wykonawcza
- Thomas Pätsch	- asystent inżyniera dźwięku
- Tom Müller - mastering